# 鉄道企業体 (スロバキア)
鉄道企業体株式会社（スロバキア語:ZSSK, Železničná spoločnosť, a.s.）は、スロバキアに存在した国有企業。2002年1月1日にスロバキア国鉄（スロバキア共和国鉄道。ŽSR）の列車運行事業を継承したあと、2005年1月1日の再分社化で、旅客列車運行事業を鉄道企業体スロバキア株式会社（スロバキア語:ZSSK, Železničná spoločnosť Slovensko, a.s.）に、貨物列車運行事業を鉄道企業体カーゴ・スロバキア株式会社（スロバキア語:ZSSK Cargo, Železničná spoločnosť Cargo Slovakia, a.s.）に譲渡して解散した。